# NGC 7147
NGC 7147 (również PGC 67518) – galaktyka spiralna z poprzeczką (SB0-a), znajdująca się w gwiazdozbiorze Pegaza. Odkrył ją Albert Marth 11 września 1863 roku.